# Top Model Norge
Top Model Norge (tiếng Anh: Top Model Norway) là chương trình truyền hình ở Na Uy và được phát sóng trên TV3 dựa trên chương trình  America's Next Top Model của Tyra Banks.

## Các mùa
| Mùa | Phát sóng           | Quán quân       | Á quân                          | Các thí sinh theo thứ tự bị loại | Tổng số thí sinh | Điểm đến quốc tế                            |
| --- | ------------------- | --------------- | ------------------------------- | --- | ---------------- | ------------------------------------------- |
| 1   | 4 tháng 9 năm 2006  | Maria Eilertsen | Lene Egeli                      | Eva Laading, Toril Ulleberg, Trine Hoel, Nina Aune, Camilla Veie-Rosvoll, Meriam Brahimi, Tara Midtli, Cecilie Sundsbø, Ingvild Jenhaug, Iren Kristiansen                                                                                            | 12               | Luân Đôn Amsterdam Paris New York           |
| 2   | 3 tháng 9 năm 2007  | Kamilla Alnes   | Ivanna Petrova Polina Barbasova | Ann-Jeanett Angell-Henriksen, Kine Johansen, Kristina Talleraas & Kristina Breivik, Agathe Guttuhaugen, Julia Lyon, Kaja Lilleng, Silje Løvik, Anette Wiborg, Esther Roe                                                                             | 13               | Paris Normandie Prague Milan Como Reykjavík |
| 3   | 8 tháng 9 năm 2008  | Martine Lervik  | Marita Frost                    | Thea Christophersen, Sasha Hammari (tước quyền thi đấu), Sina Gulbrandsen, Silje Hellenes & Martine Dyb & Helene Urberg, Ida Nykås, Elise Haugen, Goshia Golab, Mona Ibrahim, Christina Johnsen, Frøydis Labowsky (bỏ cuộc)                          | 14               | Lisbon Marrakesh Paris New York             |
| 4   | 7 tháng 2 năm 2011  | Claudia Bull    | Charlotte Isachsen              | Sarah Gindel Jabang, Bambie Vaage, Dasha Barannik, Farzaneh Davodi, Signe Marie Taubøll (bỏ cuộc), Inga Maurstad, Eirin Hagstrøm, Thea Sofie Karlsen, Frida Mathea Kocian, Roberta Grybauskaite, Katarina Barannik, Alexandra Stølen, Maiken Nilssen | 15               | Barcelona Milan Dublin Dubai Luân Đôn       |
| 5   | 16 tháng 9 năm 2013 | Frida Solaker   | Ingebjørg Lende                 | Elise Finnanger, Mariel Gomsrud (bỏ cuộc) & Marita Gomsrud (bỏ cuộc), Sunniva Pedersen, Amalie Raa, Malin Ludvigsen, Celina Honningsvåg, Ayla Svenke, Amalie Henden, Kristina Hansen, Marlen Fjeldstad, Rachana Nekså, Ine Ripsrud, Lovise Helvig    | 16               | Los Angeles New York                        |